# أمنون كوهن
أمنون كوهن هو سياسي إسرائيلي، ولد في 1 يونيو 1960 في سمرقند في أوزبكستان. نشط حزبياً في شاس. وقد انتخب نائب عن الجمعية البرلمانية لمجلس أوروبا ‏ لترشحه ضمن قائمة إسرائيل، (25 يناير 2010 – 20 يونيو 2011) وانتخب عضو الكنيست ‏ (7 يونيو 1999 – 31 مارس 2015).

## وصلات خارجية
- الموقع الرسمي